# Staahaadler Aff

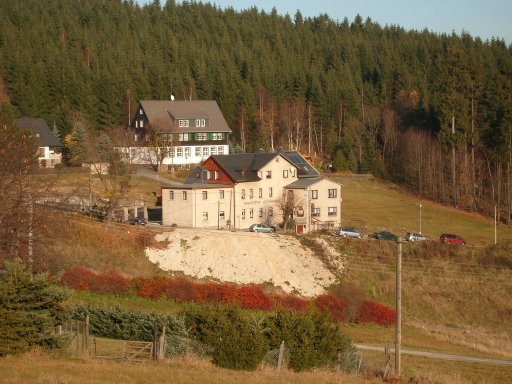
Gasthof Steinheidel

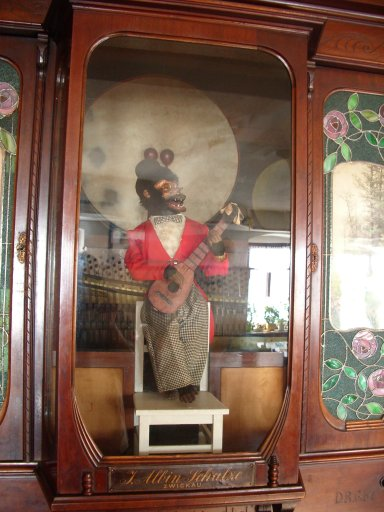
Affe des Mandolinen-Orchestrions

Staahaadler Aff (erzgebirgisch-mundartlich für: Steinheidler Affe) ist der Name eines traditionsreichen Gasthofs in Steinheidel im westlichen Erzgebirge. Der seltsam klingende Name beruht auf dem im Speisesaal befindlichen Mandolinen-Orchestrion, dessen zentrale Figur ein Affe mit Mandoline ist.

## Geschichte
Im Schwarzwassertal bei Steinheidel waren noch zu Beginn des 19. Jahrhunderts zwei Köhlereien und am Abhang die Zeche „Rother und weißer Löwe“ mit Hut- und Schankhaus in Betrieb. Aus Letzterem ging später der Gasthof Steinheidel hervor. Die dokumentierte Geschichte der Gaststätte reicht zurück bis ins Jahr 1826, als sich Christian Heinrich Schmidt eine Erteilung der Konzession zum Ausschank von Bier und Branntwein in seinem Wohnhaus, dem früheren Zechenhaus, erbat. Sie wurde ihm am 26. Mai 1826 aus Dresden erteilt, wofür er rückwirkend ab Weihnachten 1826 jährlich einen Taler bei der obererzgebirgischen Oberzehntenkasse in Annaberg entrichten musste. Nebenbei betrieb er im selben Gebäude einen Kolonialwarenladen. Im Jahr 1846 zog Schmidt nach Rittersgrün und verkaufte das Lokal an Carl Gottlieb Mildner, der jedoch bereits 1852 starb. Sein Sohn Carl August betrieb den Ausschank nicht weiter. Ohne offizielle Genehmigung führte jedoch die Witwe Johanne Christiane Korb, geborene Gruner, den Gastbetrieb fort. Weiterhin dokumentiert sind Bauanträge durch Friedrich Krauß, eine Aufstockung des Gasthauses „Sommerfrische“ 1896 sowie Erweiterung 1897 durch Wilhelmine Krauß, geb. Escher.
Von ihr übernahmen schließlich 1907 Anton und Clara Netuschil das Anwesen, die ab 1. Mai neben der Gastwirtschaft auch eine Pension betrieben. Der Name war vorläufig „Gasthaus & Pension Steinheidel“. Bald war das Lokal als Ziel für Wanderer weithin bekannt und beliebt. Das Geld für den Kauf bekamen die Wirtsleute vom Brauereidirektor August Knabenschuh von der Vereinsbrauerei Zwickau. Anton Netuschil, von Beruf Schmied, hatte Knabenschuh kennengelernt, als er in der Adlerschmiede in Zwickau-Pölbitz gegenüber dem Ballhaus „Neue Welt“ die Brauereipferde beschlagen hatte.
Durch den Ersten Weltkrieg und die Inflation 1923 ging der Fremdenverkehr im Erzgebirge begreiflicherweise stark zurück. Als er danach wieder verstärkt einsetzte, profitierte auch der Gasthof davon. Viel Geld floss in die Renovierung, Erweiterung und Modernisierung des Gebäudes. 1927 erfolgte der Anbau eines Saals, und ein Vereinszimmer wurde eingerichtet. Mit der Installation einer Zentralheizung kam man den Ansprüchen der Gäste entgegen.
Nach dem Zweiten Weltkrieg wurde der Gasthof als Massenquartier für Bergleute zweckentfremdet, die im Uranbergbau für die SDAG Wismut tätig waren beziehungsweise das Erlabrunner Krankenhaus bauten. Nach Ende der 1950er Jahre wurde das Haus wieder seiner vorherigen Bestimmung zugeführt. Zunächst wurde eher einfache Hausmannskost gereicht, später erweiterte man die Speisenauswahl hin zu gutbürgerlicher deutscher Küche.
Nachdem der Gasthof in vier Generationen von derselben Familie bewirtschaftet worden war und sich die letzten Besitzer, Ingrid geb. Netuschil und Jörg Leischker, aus Altersgründen zurückgezogen hatten, fand sich kein geeigneter Nachfolger für den Betrieb. Daher wurde das Lokal 2021 geschlossen.

## Veranstaltungslokal
In der Gaststätte wurde am 22. August 1926 der Erzgebirgszweigverein Steinheidel gegründet; er wurde im Jahr 1945 aufgrund eines Gesetzes des Alliierten Kontrollrates aufgelöst, jedoch an gleicher Stätte am 28. Mai 1995 (als EZV Erlabrunn/Steinheidel) wiedergegründet, wonach der Staahaadler Aff erneut als Vereinslokal diente. Auch für andere Organisationen, z. B. die Freiwillige Feuerwehr, diente die Gaststätte als regelmäßiger Veranstaltungstreffpunkt.

## Mandolinen-Orchestrion
Besonderer Blickfang im Speiseraum der Gaststätte ist ein Musikschrank der Leipziger Firma E. Dienst & Co, ein sogenanntes Orchestrion. Es handelte sich um eine Art überdimensionale Spieluhr, die, durch ein Gewicht mechanisch angetrieben, mit den Mitteln der damaligen Zeit die Musik eines ganzen Orchesters (welches, anders als der Name es suggeriert, nicht nur aus Mandolinen besteht) darbieten sollte. Das Musikwerk wird über eine Holzwalze mit kleinen Stahlstiften betrieben. Das Gewicht an der Rückwand und eine Fliehkraftregelung sorgen für eine gleichmäßige Geschwindigkeit beim Abspielen der Musik. Auf der Walze sind 7 verschiedene Lieder. Wenn man diese um 1 bis 1,5 mm verschiebt, erklingt jeweils eine andere Melodie. In der Mitte steht ein mandolinespielender Affe, der schließlich zum Namensgeber des Lokals wurde. Der Affe wird über eine kleine Walze unter dem Stuhl bewegt, die wiederum von der großen Walze gesteuert ist. Mit der Kurbel kann man an der linken Seite das Gewicht nach oben drehen, bis der Gong ertönt. Leider ist bis heute nicht sicher, wann das Gerät (D.R.G.M. Mandolinen Orchestrion „Ideal“) hergestellt wurde. Man schätzt seine Entstehung zwischen 1903 und 1905. Es ist im Jugendstil gestaltet und gelangte schließlich in den Besitz der Zwickauer Vereinsbrauerei, die es einstweilen einem Gasthaus in Mülsen St. Jacob zur Verfügung stellte, doch konnte der dortige Wirt seine monatlich fälligen Abzahlungsraten nicht mehr tätigen. Daher wurde der Musikschrank auf Betreiben des Brauereidirektors in das von ihm vorfinanzierte Lokal in Steinheidel verfrachtet, um ihm einen guten Start zu ermöglichen. Hier erfreut das Orchestrion seit mehr als 100 Jahren die Gäste im Saal.
Der an der Front stehende Name J. Albin Schulze-Zwickau bezeichnet nicht den Erbauer, sondern eine Art Zwischenhändler. Mit hoher Wahrscheinlichkeit wurde das Orchestrion durch August Eduard Dienst hergestellt in der 1871 gegründeten „Ersten Leipziger Accordion- und Musikwerke Fabrik“ (Leipzig-Gohlis). Die Produktionsstätte befand sich in der Langestraße 39/40. Dienst stellte verschiedene selbstspielende Instrumente her, darunter elektrische Klaviere und Drehorgeln. Seine Automaten lieferte er in die ganze Welt.

### Künstlerische Rezeption
Das einzigartige Musikgerät inspirierte die belarussische Komponistin Oxana Omelchuk zu ihrem Werk „Staahadler Aff“ (für Schlagzeug und Samplepad), welches im Jahre 2010 uraufgeführt wurde; der deutsche Schlagwerker Dirk Rothbrust übernahm die Rolle des Perkussionisten.

## Videoaufnahmen des Mandolinen-Orchestrions
- Mandolinen-Orchestrion „Staahaadler Aff“, Teil 1.
- Mandolinen-Orchestrion „Staahaadler Aff“, Teil 2.